# Olga Saladuha
Olga Saladuha (ukrajinsko Ольга Саладуха), ukrajinska atletinja, * 4. junij 1983, Doneck, Sovjetska zveza.
Nastopila je na poletnih olimpijskih igrah v letih 2008, 2012 in 2016, leta 2012 je osvojila bronasto medaljo v troskoku. Na svetovnih prvenstvih je osvojila naslov prvakinje leta 2011 in bronasto medaljo leta 2013, na svetovnih dvoranskih prvenstvih srebrno medaljo leta 2014, na evropskih prvenstvih tri zaporedne naslove prvakinje v letih 2010, 2012 in 2014, na evropskih dvoranskih prvenstvih pa naslov prvakinje leta 2013.